# 아베 나츠미
아베 나츠미(일본어: 安倍なつみ, 1981년 8월 10일 ~ )는 일본 홋카이도 무로란시 출신의 가수이자 배우로, 모닝구무스메의 옛 멤버이면서 첫 메인 싱어였다. 업프런트 크리에이트(업프런트 그룹)에 소속하고 있으며, 다른 소속사에서 가수로 활동중인 아베 아사미와는 친자매로 그녀의 언니이다.

## 소개
아베 나츠미는 1981년 8월 10일에 태어났다. 그 당시 나쓰미의 친어머니가 감상한 텔레비전 드라마인 “조금 제멋대로”의 등장인물중 주인공인 아자이 나쓰미의 이름을 원본으로 하여 이름이 지어졌다. 가수의 길을 걷고자 결심하게 된 계기는 중학교 시절에 이지메를 겪고 침울해져 있을 때 들은 라디오를 통해 흘러나온 쥬디 앤 마리의 어릴적부터(小さな頃から)를 들은 것이다. 그 후, 재학 중이던 홋카이도 노보리벳쓰 고등학교를 자퇴하고 1997년 오디션에 참가하지만 우승하지 못했다. 대신 함께 최종예선까지 오른 나카자와 유코, 이이다 카오리, 후쿠다 아스카와 함께 모닝구무스메를 결성하였고 이듬해 1998년 1월 28일에 성공적으로 메이저 데뷰를 마쳤다. 같은 해 제40회 일본 레코드대상을 수상하고 NHK 홍백가합전에 출현하였다.
2000년 영화 핀치 런너에서 처음으로 배우로서 다른 멤버들과 함께 주연을 맡았고, 처음으로 크라시에 홀딩스의 샴푸 SALA의 광고에도 출연하였다. 이듬해 2001년에는 텔레비전 드라마 무카이 아라다의 동물일기 ~애견 로시난테의 재난~에서 엔도 하루나를 연기하여 드라마 배우로도 데뷰하였다.
2003년 모닝구무스메를 반으로 나눈 2개의 하위 그룹 중 모닝구무스메 사쿠라구미의 초대 리더를 맡았다. 7월 27일에 있었던 헬로! 프로젝트의 겨울 공연 중 층쿠에 의해 모닝구무스메에서의 졸업(=탈퇴)를 발표하고 8월 13일 싱글 음반 “22歳の私”를 출시하고 솔로로 데뷰를 마쳤다. 이듬해 2004년 1월 25일, 겨울 투어를 끝으로 정식으로 무닝구무스메를 졸업함과 동시에 모닝구무스메 사쿠라구미 또한 탈퇴하였다. 2월에 처음으로 뮤지컬 “오카에리”와 4월에 방영된 텔레비전 드라마 “강아지의 왈츠”에서도 주연 배우로서 연기하였다. 헬로! 프로젝트의 2번째 연말 특별 그룹으로서 결성된 노치우라 나츠미에 고토 마키, 마츠우라 아야와 함께 발탁되어 활동하였다.
2005년 3번째 연말 특별 그룹인 데프.디바의 멤버로 고토 마키, 이시카와 리카, 마츠우라 아야와 함께 밭탁된다. Gyao의 인터넷 배급 드라마 “소중한 것”에서 무라다 센을 연기하였고, 센의 이름으로 주제가인 다카라노모를 불렀다.
2006년, 후지테레비의 특별 드라마인 더 히트 퍼레이드 ~예능계를 바꾼 사내 · 와타나베 신 이야기~에서 1958년부터 1975년까지 활동한 더 피넛츠의 이토 에미를, 여동생인 아베 아사미는 이토 유미를 연기하였는데, 이것은 처음으로 자매가 함께 연기한 드라마이다. 그리고 두 번째로 만화를 원작으로 한 뮤지컬 리본의 기사에서 프란츠 왕자의 역할을 맡아 연기하였다.
2007년 모닝구무스메 탄생 10년 기념대의 멤버로 이이다 카오리, 고토 마키, 니이가키 리사, 쿠스미 코하루와 함께 발탁되었다. 같은 해 10월 7일, 쇼핑하기 위해 나서던 중 지나가던 모터바이크를 보지 못하고 치는 교통사고를 일으켰다. 피해자가 허리와 우측 무릎에 가벼운 상처만을 입었고, 도쿄 지방 경찰청으로부터 자동차 운전 과실상해 및 도로교통법 위반으로 서류송검 처리되었다.

## 인물 / 에피소드
자타공인 "궁극의 동안"의 소유자. 한국의 인기 배우 최진실과 외모가 비슷한 것으로 유명하다. "나츠미"란 이름의 유래는, "조금 내 맘대로"라는 드라마에 아베의 어머니가 감동, 모모이 카오리가 연기한 주인공 아자이 나츠미란 이름을 따 자신의 딸에게 붙인 것이다. 참고삼아 이 드라마는 1979년 10월 13일부터 1980년 3월 29일까지 매주 토요일 밤 9시부터 니혼테레비 계열에서 방송된 것으로, 아베가 주연한 "강아지의 왈츠"와 같은 토요 그랜드 극장축에 해당한다.
취미를 "웃는 것"이라고 쓰는 등, 웃는 얼굴이 인상적인 여성이다. 잠자는 모습이 흉해, 헬로! 프로젝트 멤버들로부터 자주 지적당한다. 이 점은 본인도 인정하고 있다. 사투리를 아직도 고치지 못해, 방송중에도 텐션이 높아지면 "~했드래요" 등의 발언을 해버리는 경우가 있다. 아베와 오랫동안 알고 지낸 나카자와 유코에 의하면, 아베가 방언을 쓰는 때는 "일을 잊어버리고 있는 순간"이라고 한다. 요리가 특기로, 헬로! 프로젝트 멤버들로부터 곧잘 "엄마가 되어 주면 좋겠다"란 소리를 듣는다. 아이들을 좋아하며, 고단샤의 유아 잡지 "친구들"이나 "틴틴 TOWN!"에서 노래 언니를 담당했을 정도이다.
모닝구무스메。재적시에는 후배와 놀거나 할 경우, 후배보다도 더 푹 빠져 뛰놀곤 하는 일이 많았다고 "하로! 모닝구。"에서 후배들에게 폭로당했다. 반 년에 한 번 있는 "CDTV・연인으로 삼고 싶은 아티스트 랭킹"에서 전인미답의 V7을 달성했다. 현재도 베스트 10의 단골이다.
tvk(TV 카나가와)의 인기 방송 "사쿠사쿠"의 캐릭터 "시라이 빈센트"를 좋아한다. 같은 방송국의 토크쇼 "심해어"에서 "사쿠사쿠"팬을 의미하는 "사쿠사커"임을 공언하고 있다(2006년 9월 29일 방송에서). 이것이 훗날 "사쿠사쿠"에서도 화제가 되어, 나카무라 유우를 필두로 하는 출연자(특히 흑막)가 몹시 기뻐했다 한다.

### 헬로! 프로젝트 내의 교우관계
헬로! 프로젝트 내에서는 야구치 마리와 사이가 좋다. "웃음을 터트리는 포인트가 같다"는 이유에서라고 한다. 그 외, 아베와는 같은 모닝구무스메。 오리지널 멤버인 나카자와 유코, 이이다 카오리 및 야구치와 같은 2기 멤버의 야스다 케이와는 모닝구무스메。에서 고락을 함께한 "무엇과도 바꿀 수 없는 멤버"로 현재도 친교가 두텁다. 나카자와는 2008년 8월 10일에 개최된 아베의 생일기념 콘서트에도 축하하기 위해 참가했다.
쯔지 노조미, 카고 아이에게는 동생처럼 대하는 경우가 많다. 이 두 사람의 이야기를 하는 것만으로도 "이유없이 덥썩! 껴안고 싶어진다.", "헬로!에는 어린 애들이라던가도 많지만, 쯔지, 카고만은 특별"이라고 본인도 언급하고 있다. 분카 방송 "에어모니。"에서는, 쯔지 본인이 에어모니。에 출현하지 않았음에도 불구하고 쯔지의 이야기를 곧잘 하곤 했다. 쯔지는 아베를 "나찌미"라고 부르며 잘 따른다. 쯔지 이외에도, 니이가키 리사, 카메이 에리, 후쿠다 카논 등, 그녀의 영향을 크게 받은 "여동생 격"이 많다.

### YUKI
본인 말로는, 가수를 지망하게 된 계기는 "중학생 시절 왕따를 당해 낙심하고 있던 때, 라디오에서 쥬디 앤 마리의 곡 '어린 시절부터'를 들은 것"이라 한다. 현재도 가수 지망의 계기가 된 YUKI (쥬디 앤 마리의 전 보컬)를 존경하고 있다. 본인은 그녀를 쨩을 붙여 부르고 있다.

## 약력
1981년
- 8월 10일 - 모닝구무스메。의 동기 멤버 이이다 카오리와 이틀 차이(이이다 쪽이 빠름)로 홋카이도 무로란시의 같은 산부인과에서 태어났다. 같은 신생아실에 있었다고 한다.

1997년
- 테레비도쿄의 오디션 방송 "ASAYAN" 내의 "シャ乱Q女性ロックボーカリストオーディション(샤란Q 여성 록 보컬리스트 오디션)" (우승은 헤이케 미치요)의 3차 선발에서, 재발주 없이 최종 후보로 선발되었으나 낙선.
- 같이 최종 후보에 선발된 나카자와 유코, 이시구로 아야, 이이다 카오리, 후쿠다 아스카와 함께 과제곡 "愛の種(사랑의 씨앗)"을 5일 안에 5만장 완매하면 메이저 데뷔 가능이란 조건하에 "모닝구무스메。"를 결성.
- 11월 30일 - 과제곡을 완매(나고야 구장).

1998년
- 1월 28일 - "モーニングコーヒー(모닝 커피)"에서 메이저 데뷔했다.
- 12월 31일 - 모닝구무스메。로서 제40회 일본 레코드 대상 최우수 신인상을 획득, NHK 홍백가합전에 첫 출장.

1999년
- 12월 10일 - 첫 솔로 사진집 "ナッチ(낫치)"를 발매.

2000년
- 4월 26일 - 앨범 "プッチベスト〜黄青あか〜(작은 베스트 ~황청빨강~)"에서 첫 솔로곡 "トウモロコシと空と風(옥수수와 하늘과 바람)"을 수록.
- 5월 - 영화 핀치 러너에서 다른 모닝구무스메。멤버와 출연.
- 카네보 샴푸 "SALA"의 광고에 솔로로 출연. 모닝구무스메。로서도 첫 CM 출연이 되었다.

2001년
- 1월 - 3월 - 연속 TV 드라마 "무카이 아라다의 동물일기 ~애견 로시난테의 재난~" (니혼테레비)에서, 솔로로서 TV 드라마에 첫 출연.
- 12월 6일 - 2nd 사진집 "나츠미"를 발매.

2003년
- 1월 - 모닝구무스메。사쿠라구미의 초대 리더로 취임.
- 5월 2일 - 요스미 케이코 (전 육문전 멤버) 와의 유닛, "오케이상과 아베 나츠미 (모닝구무스메。)"를 결성. 싱글 릴리즈.
- 6월 29일 - "FNS27시간 테레비"에서 야구치 마리와 "심야의 폭소 히트 퍼레이드 2003"의 종합 사회를 담당.
- 7월 27일 - 헬로! 프로젝트 콘서트의 최종일, 공연중에 프로듀서인 층쿠♂가 모닝구무스메。졸업을 발표.
- 8월 13일 - "22歳の私"로 솔로 데뷔.
- 10월 - "하로! 모닝구。" 4대째 사회자에 취임.

2004년
- 1월 25일 - Hello! Project 2004 Winter ~C'MON! 댄스 월드~의 요코하마 아레나 공연을 끝으로 모닝구무스메。를 졸업. 본격적인 솔로 활동에 들어간다.
- 2월 - 도쿄, 오사카, 나고야에서 첫 주연 뮤지컬 어서와 개최.
- 2월 4일 - 첫 솔로 앨범 "외톨이"를 발매.
- 3월 - 3rd 사진집 "만남"을 발매.
- 4월 - 6월 - 연속 TV 드라마 "강아지의 왈츠" (니혼테레비 계열)에서, 연속 TV 드라마 첫 주연.
- 10월 - 고토 마키, 마츠우라 아야와 기간 한정 유닛 "노치우라 나츠미" 결성. 싱글 "연애전대 시츠렌쟈"를 릴리즈.
- 12월 - 과거의 사진집, 에세이집에서의 시 도용 의혹이 발각되어 2개월간 활동을 자숙했다. 도용되었다고 하는 시를 게재한 사진집과 에세이집 2편은 발매중지・절판, 연초에 발매 예정되었던 싱글은 발매중지. 노치우라 나츠미로서의 출연이 결정되어있던 NHK 홍백가합전도 출장을 사임.

2005년
- 2월 - 활동 자숙 끝남. 리뷰 むらたさ〜ん、ごきっ? 출연. 리뷰 종료 후, "하로! 모닝구。"에도 복귀했다.
- 4월 - 노치우라 나츠미 콘서트 투어 2005 봄 "트라이앵글 에너지" 투어
- 6월 - 지구 온난화 방지 캠페인 "뜨~거운 지구를 식히는거닷." 아베 나츠미 노래와 토크의 만남 콘서트. 4th 사진집 "fu(후우)"를 발매.
- 8월 - 팬클럽 한정 하와이 투어.
- 10월 - 고토 마키, 마츠우라 아야, 이시카와 리카와 함께 데프.디바를 결성, 싱글을 발매.
- 11월 - GyaO 단발 드라마 "소중한 것" 무라타 센으로 주연을 담당. 5th 사진집 "아로하로! 아베 나쓰미 사진집", 이미지 DVD "아로하로! 아베 나츠미 DVD"를 발매.
- 12월 - 그믐 날 홍백가합전에 데프.디바 및 드림 모닝구무스메。로 출연.

2006년
- 1월 - 헬로! 프로젝트 콘서트에 엘더클럽으로서 출연.
- 3월 - GyaO 단발 드라마 "소중한 것" DVD가 발매. 29일에는 약 2년만의 2nd 앨범 "2nd〜染みわたる想い〜" 발매.
- 4월 - GEORGIA의 신제품 "GABA"에서 이미지 캐릭터를 담당. 콘서트 투어 "아가씨틱 Bank"에서 이이다 카오리를 게스트로 맞이해 전국을 돌았다. 일본 테레비 드라마 컴플렉스 "프리즌 걸"에서 주연.
- 5월 - 후지 테레비의 스페셜 드라마 "더 히트 퍼레이드 ~예능계를 바꾼 사나이, 와타나메 신 이야기~"에서, 여동생이자 가수인 아베 아사미와 함께 더 피넛으로서 출연.
- 6월 - 6th 사진집 "ecru" 발매.
- 8월 - 뮤지컬 "리본의 기사 더 뮤지컬"에서 프란츠 왕자역으로서 출연(이시카와 리카, 마츠우라 아야와의 트리플 캐스트).

2007년
- 3월 - 미니 앨범 "25〜ヴァンサンク〜", 7th 사진집 "SCENE. 아베 나츠미 사진집", 이미지 DVD "아로하로!2 아베 나츠미 DVD"를 발매.
- 6월 - 7월 - NHK 목요시대극 "여름 구름이여 걷혀라." 히로인 온다 시호 역으로 출연.
- 10월 7일 - 도쿄 도 시부야구에서 승용차를 운전중 교통 사고를 일으켜, 토쿄 지검에 자동차 운전 과실상해의 혐으로 서류 송검되었으나, 상대방이 경상이었다는 점 등을 이유로 기소 유예 처리되었다. 아베는 이 해 8월에 운전면허를 취득했다. 그때까지는 사무소에서 반대하고 있었으나, OK 되었다는 모양이다(같은 해 8월 15일의 "나루 토모!"에서 고백).
- 11월 - 8th 사진집 "Cam on" 발매.

2008년
- 1월 16일 - 아베 나츠미 & 야지마 마이미 (℃-ute) 명의로 "16歳の恋なんて(16살의 사랑따위)"를 릴리즈.
- 3월 - 5월 - 무대 "축제 음악극 트란도트" (미야모토 아몬 출연)에 류 역으로서 출연.
- 7월 - Inter FM의 방송, "FIVE STARS"의 월요일 담당 퍼스널리티에 취임.
- 8월 - 9th 사진집 "End of Summer" 발매.
- 8월 - 마츠야마 치하루의 63rd 싱글 "추억"의 프로모션 비디오에 게스트 출연. 재정파산한 유바리시를 응원하기 위한 콘서트에서 같이 출연한 것이 계기.
- 9월 - 이미지 DVD "Nacchural。(넷츄럴.)" 을 발매.
- 12월 10일 - 솔로로서의 첫 베스트 앨범 "安倍なつみ 〜Best Selection〜 15色の似顔絵たち(아베 나츠미 ~ Best Selection ~ 15색의 초상화들)"을 발매.

2009년
- 3월 - 헬로! 프로젝트를 졸업. 다음 달부터 신팬클럽 "M-line club"에 소속.
- 4월 5일 ~ 5월 9일 - 무대 "삼문 오페라" (미야모토 아문 연출)에 폴리-역으로서 출연.
- 6월 6일 - 공식 홈페이지  오픈.
- 11월 - 주니어 베지터블 & 프루츠 마스터(야채 소물리에)의 자격을 취득.

2010년
- 3월 - 주니어 식육대가의 자격을 취득.
- 5월 - 6월 - 뮤지컬 "리틀 숍 오브 호라즈"에 오드리 역으로 출연.

2013년
- 10월 1일 - 소속사 업프런트 크리에이트로 이적.

2015년
- 12월 29일 - 배우 야마자키 이쿠사부로와의 혼인 신고를 발표.

2016년
- 7월 26일 - 첫 아이가 될 남자 아이를 출산.

2018년
- 10월 31일 - 둘째 아이가 될 남자 아이를 출산.

## 음반

### 싱글
1. 22歳の私(22살의 나) - 2003년 8월 13일
2. だって 生きてかなくちゃ(그게 살아가지 않으면) - 2004년 6월 2일
3. 恋のテレフォン GOAL(사랑의 전화기 골) - 2004년 8월 11일
4. 夢ならば(꿈이라면) - 2005년 4월 20일
5. 恋の花(사랑의 꽃) - 2005년 8월 31일
6. スイートホリック(Sweet holic) - 2006년 4월 12일
7. ザ・ストレス(The Stress) - 2006년 6월 28일
8. 甘すぎた果実(너무나 단 과실) - 2006년 10월 4일
9. Too far away ～女のこころ～(여자의 마음) - 2007년 5월 9일
10. 息を重ねましょう(숨을 겹쳐요) - 2007년 10월 24일
11. スクリーン(스크린) - 2008년 12월 3일
12. 雨上がりの虹のように(비가 갠 뒤의 무지개와 같이) - 2010년 9월 15일

- 오케이상과 아베 나츠미 (모닝구무스메。) 명의

1. 母と娘のデュエットソング(엄마와 딸의 Duet song) - 2003년 5월 1일

- 아베 나츠미 · 이시카와 리카 명의

1. GOOD BYE HELLO! (2004년 12월 12일,「풋치베스트5」수록)
  - NHK 단발 드라마「라스트 프레젠트」주제가

- 千 (아베 나츠미) 명의

1. たからもの(보물) - 2005년 11월 30일

### 앨범
1. 一人ぼっち(외톨이) - 2004년 2월 4일
2. 2nd～染みわたる想い～(스며드는 마음) - 2006년 3월 29일

### 미니 앨범
1. 25～ヴァンサンク～ - 2007년 3월 14일

### 베스트 앨범
1. 安倍なつみ ～Best Selection～ 15色の似顔絵たち - 2008년 12월 10일

### 커버 앨범
1. Smile…❤ - 2014년 8월 13일
2. 光へ -Classical & Crossover- - 2014년 10월 22일
3. Dreams - 2015년 6월 17일

### 전달 악곡
1. Best Friend - 2013년 8월 13일

### DVD/VHS (싱글)
1. 싱글V「22歳の私」 - 2003년 8월 13일
2. 싱글V「だって生きてかなくちゃ」 - 2004년 6월 2일
3. 싱글V「恋のテレフォン GOAL」 - 2004년 8월 11일
4. 싱글V「夢ならば」 - 2005년 5월 18일
5. 싱글V「恋の花」 - 2005년 9월 7일
6. 싱글V「スイートホリック」 - 2006년 4월 19일
7. 싱글V「ザ・ストレス」 - 2006년 7월 26일
8. 싱글V「Too far away 〜女のこころ〜」 - 2007년 5월 30일
9. 싱글V「息を重ねましょう」 - 2007년 11월 14일
10. 싱글V「スクリーン」 - 2008년 12월 17일

### DVD (PV집)
1. 安倍なつみ シングルVクリップス① - 2006년 12월 20일

### DVD/Blu-ray (콘서트)
1. 安倍なつみファーストコンサートツアー 2004 〜あなた色〜 - 2004년 10월 27일
2. 安倍なつみコンサートツアー2005秋 〜24カラット〜 - 2006년 1월 25일
3. 安倍なつみコンサートツアー2006春 〜おとめちっくBank〜 - 2006년 8월 23일
4. NATSUMI ABE ACOUSTIC LIVE at Shibuya O-EAST - 2006년 12월 27일
5. 安倍なつみコンサートツアー2007春 25〜ヴァンサンク〜 - 2007년 7월 11일
6. 安倍なつみSpecial Live 2007 秋~Acoustic なっち~ - 2008년 2월 6일
7. NATSUMI ABE BIRTHDAY SPECIAL CONCERT - 2008년 11월 5일
8. 安倍なつみコンサートツアー2008秋 ～Angelic～ - 2009년 1월 28일
9. 安倍なつみSummer Live Tour 2009 ~やっぱりスニーカーがすき!-Tour FINAL-“新たな誓い”- 2009년 11월 11일
10. 安倍なつみ秋ツアー2010～Autumn voice～ - 2011년 3월 2일
11. 安倍なつみBirthday Live 2012 ～thanks all～ - 2012년 12월 19일
12. 安倍なつみBirthday Live 2013 +♪The Beating♪+ - 2013년 12월 18일
13. 安倍なつみSummer Live 2014～Smile...♥～Birthday Spacial - 2014년 12월 17일
14. 安倍なつみ Birthday Special Live 2015 at LIQUIDROOM - 2015년 12월 16일

### DVD (그 외)
1. ミュージカル「おかえり」 - 2004년 5월 19일
2. 安倍なつみ 〜モーニング娘。卒業メモリアル〜 - 2004년 7월 28일
3. アロハロ！安倍なつみDVD - 2005년 11월 2일
4. ミュージカル「白蛇伝～White Lovers～」DVD - 2007년 2월 28일
5. アロハロ！２ 安倍なつみDVD - 2007년 3월 28일
6. 劇団シニアグラフティ 昭和歌謡シアター「FAR AWAY」 - 2007년 12월 19일
7. Nacchural。 - 2008년 9월 3일
8. 夏 海 - 2010년 11월 3일
9. 舞台『安倍内閣』 - 2011년 3월 23일

## 출연

### 텔레비전

#### 드라마
- 무카이 아라다의 동물일기 ~애견 로시난테의 재난~ (2001년 1월 ~ 3월, 니혼테레비) - 엔도 하루나 역
- 24시간 테레비 ~사랑은 지구를 구한다~ 스페셜 드라마 마지막 여름방학 (2001년 8월, 니혼테레비) - 주연
- 시간을 달리는 소녀 (2002년 1월, TBS ) - 요시야마 카즈코 역
- 너스맨 (2002년 1월 ~ 3월, 니혼테레비) - 사카구치 미와
- 신춘 월드 시대극 미부기시덴 ~신센구미에서 가장 강했던 사내~ (2002년 1월, 테레비도쿄)
- 삼색고양이 홈즈의 범죄학강좌 (2002년 12월, TBS, 주연)
- 라스트 프레젠트 (2003년 12월, NHK) - 아마미야 료코
- 강아지의 왈츠 (2004년 4월 ~ 6월, 니혼테레비) - 사쿠라기 하오토 역
- 보물 (2005년 11월, 인터넷 배급된 드라마(배급소 - GyaO) - 무라다 센 역
- 드림 컴플렉스 프리즌 걸 (2006년 4월 18일, 니혼테레비, 주연) - 아리무라 토모미 역
- 더 히트・퍼레이드 ~예능계를 바꾼 사내 · 와타나베 신 이야기~ (2006년 5월 26일, 27일 후지테레비) - 이토 에미(=이토 히데요) 역
- 24시간 테레비 ~사랑은 지구를 구한다~ “약혼자로부터의 유서 ~특공대원에게 마친 60년의 사랑~” (2006년 8월, 니혼테레비)
- 나츠쿠모 아가레 (2007년 6월 7일 ~ 7월 5일, NHK) - 온다 치호 역

#### 프로그램
- 헬로! 모닝구。(2000년 4월 9일 ~ 2007년 4월 1일, 2005년 3월 6일 ~ 2007년, 테레비도쿄) - 사회

불상사가 알려진 직후인 2004년 12월 5일과 1주일 후의 12일은 녹화일의 텔롭을 넣은 채로 평소대로 방송. 2004년 12월 19일 ~ 2005년 2월 27일은 근신.
- 솔트레이크 시티 올림픽 & 2002년계피규어 스케이트 선수권 (2002년, TBS) - 캐스터
- 틴틴 TOWN! (2002년 7월 5일 ~ 2004년 3월 26일) - 성우
- 마츠우라 아야의 중화민국 아야야화 계획! (2002년, TBS) - 나레이션
- 후타리고토 (2004년 4월 5일 ~ 13일, 8월 30일 ~ 9월 8일, 테레비도쿄)
- 미디어 봤는걸 승리! 제루마 (2004년 7월 3일 ~ 2004년 9월 25일, 후지테레비) - 사회
- 엔터! 봤는걸 승리 (2004년 10월 2일 ~ 2004년 11월 27일, 2005년 2월 12일 ~ 2005년 3월19일, 후지테레비) - 사회
- 미녀방담 (2010년 3월 11일 · 18일, 테레비도쿄)

### 라디오
- 아베 나츠미의 슈퍼 모닝 라이더 (1999년 10월 7일 - 2000년 12월 28일, 도쿄 FM)
- 영타운 토요일 (2000년 10월 ~ 2002년 3월, MBS 라디오)
- 에어모니。(2001년 10월 ~ 2003년 3월, 분카 방송)
- TBC FUN 후루도 모레시모 닷슈 (2005년 8월 29일 ~ 9월 2일, 도호쿠 방송)
- Gotcha! Fun's Radio (2007년 9월 ~ 2007년 11월, FM 홋카이도)
- FIVE STARS (2008년 7월 7일 ~ 2009년 3월 30일, Inter FM)
- 당신을 만나면 (2009년 4월 3일 ~ , bay-fm)

### 광고
- 크라시엘 홀딩스 - 카네보우 샴프 “SALA” (2000년)
- 오츠카 제약 - 젤리음료 “칼로리 메이트 젤리” (2004년 6월 8일)
- 조지아 (2006년 4월 11일 ~ )
- 미르그란드 홋카이도 (2006년 ~ ) - 나레이션

### 무대 · 뮤지컬
- 오카에리。(2004년 2월)
  - 오사카 고세이 연금회관 예술홀 - 7회
  - 아오야마 극장 - 8회
  - 나고야 메이테츠 홀 - 8회
- 리본의 기사 The Musical (2006년 8월, 신주쿠 코마극장)
- 백사전 (2006년 11월 8일 ~ 11월 26일, 루 티아톨 긴자)
- 극단 시니어 그라피티 쇼와 가요 씨어터「FAR AWAY」(2007년 9월 27일 - 30일, 기타센주 THEATRE1010)
- 축제 음악극 트란좃트 - 류역
  - 아카사카 ACT 씨어터 (2008년 3월 27일 ~ 4월 27일)
  - 우메다 예술 극장 (2008년 5월 2일 ~ 5월 9일)
  - 미소노좌 (2008년 5월 13일 ~ 5월 22일)
- 삼문 오페라
  - Bunkamura 씨어터 코쿤 (2009년 4월 5일 ~ 4월 29일)
  - 오사카 후생연금 회관 예술 홀 (2009년 5월 4일 ~ 5월 9일)
- off Broadway 뮤지컬「리틀 숍 오브 호라즈」- 오드리역
  - 시모키타자와 혼다 극장(2010년 5월 13일 ~ 30일)
  - 2010년 6월 1일 센다이, 6월 4일 인자이, 6월 5일 키미츠, 6월 11일 후쿠오카, 6월 12일 · 13일 오사카, 6월 19일 요코하마, 6월 21일 토야마에서 공연
- 아베 내각 (2010년 12월 22일 ~ 27일, 혼다 극장)

## 그룹 활동
- 애프터눈무스메。(2010년, 일본 코카콜라 조지아 광고 캐릭터)
- 드림 모닝구무스메。(2011년 ~ 2012년)

## 같이 보기
- 헬로! 프로젝트
- M-line club